# Гран-Сент-Эспри
Гран-Сент-Эспри (фр. Grand-Saint-Esprit) — муниципалитет в Центральном Квебеке, провинция Квебек, Канада. Население, по данным канадской переписи 2011 года, составило 471 человек.

## Демография

### Население
Динамика численности населения:
| Год      | Население | %       |
| -------- | --------- | ------- |
| 2011 год | 471       | ▲ 1.1%  |
| 2006 год | 466       | ▼ 4.7%  |
| 2001 год | 489       | ▼ 2.0%  |
| 1996 год | 499       | ▼ 10.3% |
| 1991 год | 556       | н/д     |

### Язык
Родной язык (2006 год)
| Язык                     | Население | %       |
| ------------------------ | --------- | ------- |
| Французский              | 465       | 100.00% |
| Английский               | 0         | 0.00%   |
| Английский и французский | 0         | 0.00%   |
| Другой                   | 0         | 0.00%   |